# Camera Kids
Camera Kids fue un programa de televisión español emitido la noche de los viernes en Antena 3 y producido por 7 y acción. El formato surgió de la sección de cámara oculta con niños que presenta Jandro en El hormiguero. El programa comenzó sus emisiones el 26 de julio de 2013 y las finalizó el 9 de agosto de 2013.

## Formato
Camera Kids es un espacio donde los niños son grabados con cámara oculta en situaciones divertidas sin ser conscientes de ello. Así, siguiendo la estela de la sección de Jandro en El hormiguero, el programa muestra los vídeos de esta, además de muchos otros que son inéditos. Además, Jandro (el presentador) es el gancho o cómplice que consigue que los niños entren de lleno en las bromas ideadas.

## Historia
A mediados del mes de julio de 2013, Antena 3 comenzó a emitir promociones sobre el programa y pronto se hicieron eco de ello los principales portales de Internet. Así, el 26 de julio de 2013 se estrenó el programa a las 22:00 horas en la cadena de Atresmedia. Tras dos programas, finalizó sus emisiones el 9 de agosto de 2013.

### Primera temporada: 2013
| Fecha      | Características del programa | Espectadores | Share |
| ---------- | ---------------------------- | ------------ | ----- |
| 26/07/2013 | Programa 1                   | 883 000      | 7,5%  |
| 09/08/2013 | Programa 2                   | 766 000      | 6,8%  |

## Media de temporadas
| Temporada         | Fecha | Espectadores | Cuota |
| ----------------- | ----- | ------------ | ----- |
| [ 1 ] Camera Kids | 2013  | 824 500      | 7,15% |